# Soit dit en Passant
Soit dit en Passant, ou soitditenpassant, ou sdep, est un webzine francophone d’actualité musicale fondé à Toulouse en 1996. Par son ancienneté et sa longévité, il fait figure de pionnier dans le paysage internet musical français. Le site est particulièrement actif dans la défense des jeunes talents et la diffusion de la musique libre de droits. Issu de la radio associative FMR, il en a hérité l’état d’esprit alternatif et DIY. Animé depuis ses débuts par des passionnés bénévoles, il se caractérise par une liberté de ton et un amateurisme éclairé revendiqués. Présent depuis les origines, le contenu « extra-musical » du site peut prendre la forme de billets d’humeurs, de chroniques cinéma et TV ou de séquences humoristiques.

## Histoire
soitditenpassant.com est l'émanation électronique d’une émission éponyme sur Radio FMR. En 1996, les animateurs de l’émission, conscients des immenses possibilités du web, décident d’ouvrir une page internet (d’abord hébergée sur un compte d’élève de l’INSA Toulouse) leur permettant de publier du contenu éditorial « multimédia » recueilli lors des activités radiophoniques. soitditenpassant.com devient alors un complément de l’émission de radio, présentant interviews et reportages sous forme de photos, de textes, de sons, puis rapidement de vidéos.
En 2000 est lancée le « Link of the day », une newsletter quotidienne mettant en avant un site Internet au contenu intéressant ou inédit. Ses archives sont entièrement consultables sur le site
.
Le Link of the day est rapidement complété d’une newsletter hebdomadaire intitulée « SDEP Weekly » qui reprend les moments forts de la semaine passée, le « Record of the week », chronique d’un album, ainsi qu’un fichier mp3 gratuit en téléchargement légal.
Le milieu des années 2000 voit l’équipe rédactionnelle s’étoffer jusqu’à une dizaine de collaborateurs, basés à Toulouse, Paris, Glasgow et Washington DC.
En 2008, Soit dit en Passant lance avec le réalisateur Martin Le Gall le projet vidéo « Play with me » mettant en scène des rencontres musicales inattendues dont l’objet est la réalisation d’un morceau écrit et enregistré en une journée
.

## Direction musicale
Né sur les cendres du grunge et rapidement épuisé par la vanité de la britpop, Soit Dit En Passant prophétise à ses débuts un retour du rock américain à guitares désigné dans ses colonnes comme la “grande révolution du rock ‘n roll”. Cette renaissance aura bien lieu au début des années 2000, incarnée par le succès de groupes comme The Strokes et The White Stripes.
Parmi les groupes anglo-américains défendus depuis toujours par Soit Dit En Passant, on peut citer Primal Scream, Flaming Lips, Dandy Warhols et Brian Jonestown Massacre. Une large part du contenu est également consacrée aux artistes français, notamment Diabologum, Herman Dune, Dominique A, et Maison Neuve.